# Катаев, Юрий Русланович
Ю́рий Русла́нович Ката́ев (18 февраля 1954, Якутск — 7 сентября 2012, Челябинск) — советский, российский фотограф, фотохудожник, почётный член Союза фотохудожников России, лауреат региональных и международных фотографических конкурсов.

## Биография
В 1981 окончил Свердловский архитектурный институт (факультет «Жилые и общественные здания») по специальности «Ландшафтная архитектура», работал архитектором в проектных организациях Челябинска (отдел по делам строительства и архитектуры облисполкома Совета народных депутатов, проектное управление ЧТЗ, дизайн-центр), фотографом в рекламном агентстве «Крокус». Фотографией увлекался с детства, серьёзно занялся ей с 1983, к числу любимых жанров Юрия Катаева относились натюрморты, портреты, пейзажи и репортажные зарисовки с исторических ролевых игр. В Челябинске начиная с 1994 регулярно проходили персональные выставки работ Юрия Катаева.

## Достижения
Юрий Катаев — лауреат региональных и международных фотографических конкурсов.
В их числе — международный конкурс «Super circuit» (Австрия, Линц, 2003), где он получил бронзовую медаль в номинации «Цветная фотография», международный фотосалон «Сибирь» в Новосибирске, где завоевал две золотых и две серебряных медали.
А также областные конкурсы: «Фотограф года-2004» (I место и золотой знак в номинации «Край родной»), «Фотография года», где главный приз — «Золотой объектив» — Юрию Катаеву вручали в номинации «Искусство, культура, архитектура» и трижды в номинации «Жанровая фотография».